# ناحیه آماکوسا، کوماموتو

محل ناحیه آماکوسا به رنگ زرد در نقشه مشخص شده است.

ناحیه آماکوسا، کوماموتو (به ژاپنی: 天草郡 Amakusa-gun) منطقه‌ای ادغام شده، متشکل از تنها یک شهر بنام ریوهوگو است. پس از ادغام، جمعیت در این منطقه ۹۱۰۵ و تراکم جمعیت ۱۳۵٫۷۷ نفر در هر کیلومتر مربع است. مساحت کل ۶۷٫۰۶ کیلومتر مربع است.